# Ivo de Kermartin
Ivo Hélory de Kermartin, Ivo de Tréguier  ou Santo Ivo  (Minihy-Tréguier, 17 de outubro de 1253 — 19 de Maio de 1303) é o santo católico padroeiro de todos os profissionais da área de Direito, especialmente dos advogados. Seu nome em língua francesa é Yves Hélory de Kermartin.

## Biografia

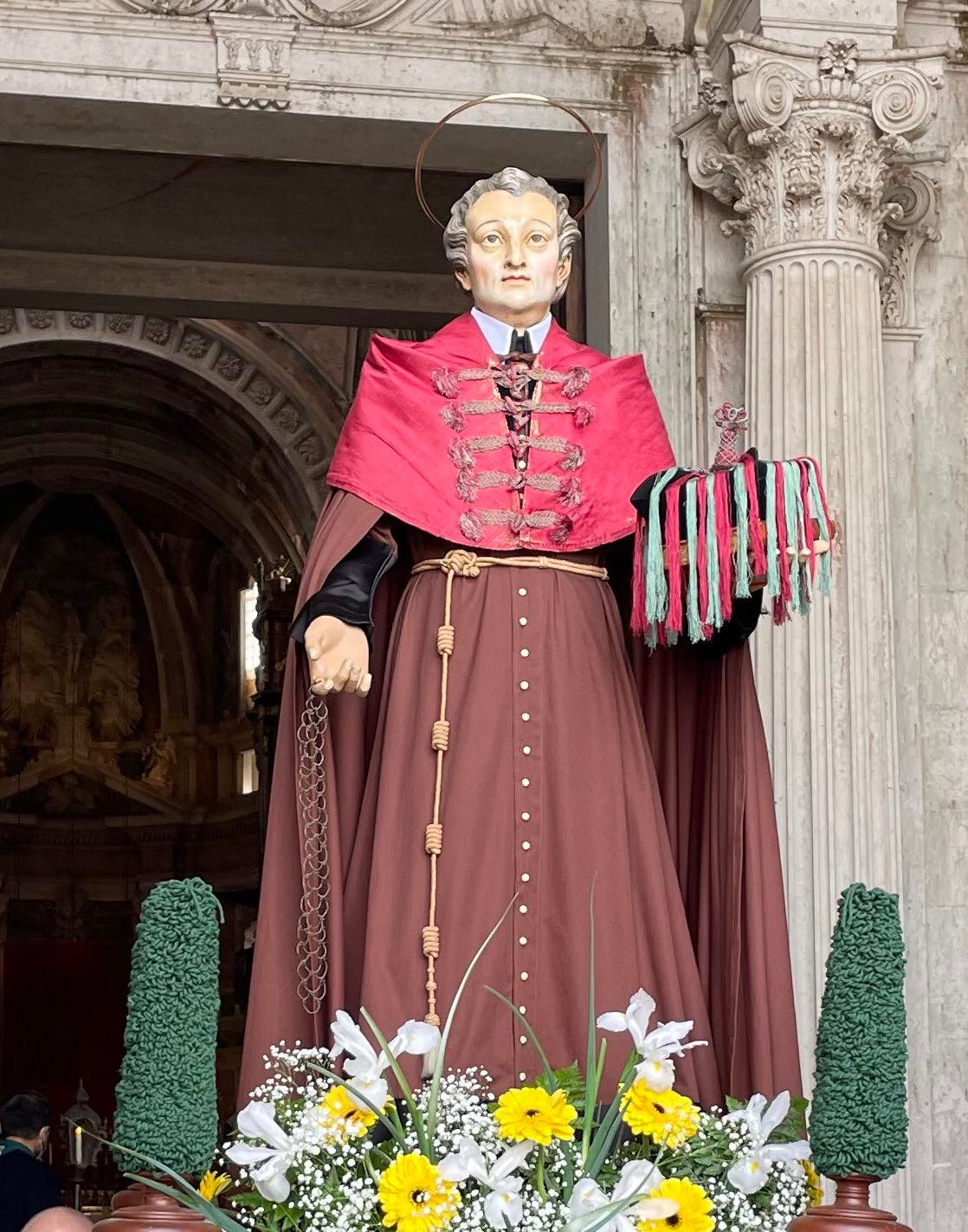
Imagem de Santo Ivo da Procissão de Penitência de Mafra (Basílica de Mafra - Mafra (Portugal)).

Foi franciscano terciário (da Ordem Terceira de São Francisco).
Nascido em Minihy-Tréguier na Bretanha, na França, foi em Paris que mostrou o brilho da sua inteligência, no estudo da Filosofia, da Teologia e do Direito.
Ivo de Kermartin, ao voltar à sua terra natal, aceitou o encargo de ser juiz do tribunal eclesiástico na diocese de Rennes. Com sua sabedoria, imparcialidade e espírito conciliador, desfazia as inimizades e conquistava o respeito até dos que perdiam as causas. A defesa intransigente dos injustiçados e dos necessitados deu-lhe o título de advogado dos pobres, um título que continuou merecendo ao tornar-se sacerdote e ao construir um hospital no solar de Kermartin que herdou dos pais, onde cuidava dos doentes com as suas próprias mãos.
Em19 de maio e em 23 de dezembro comemora-se o seu dia de festa litúrgica.
Em São Paulo, Brasil, existe uma igreja dedicada a Santo Ivo no Largo da Batalha com uma relíquia do santo exposta.